# Нижняя Жора
Нижняя Жора, Жора де Жос (рум. Jora de Jos) — село в Оргеевском районе Молдавии. Наряду с сёлами Средняя Жора, Верхняя Жора и Лопатна входит в состав коммуны Средняя Жора.

## География
Село расположено на высоте 45 метров над уровнем моря.

## Население
По данным переписи населения 2004 года, в селе Нижняя Жора проживает 1269 человек (603 мужчины, 666 женщин).
Этнический состав села:
| Национальность | Число жителей | Процентный состав |
| -------------- | ------------- | ----------------- |
| молдаване      | 1257          | 99,05             |
| украинцы       | 3             | 0,24              |
| русские        | 2             | 0,16              |
| болгары        | 2             | 0,16              |
| румыны         | 1             | 0,08              |
| прочие         | 4             | 0,32              |
| Всего          | 1269          | 100 %             |